# André Mészáros
Pour les articles homonymes, voir Mészáros.
Endre Mészáros, dit André Mészáros né le 10 mai 1924 à Kisbér en Hongrie et mort le 14 novembre 2005 à Paris, est un peintre français d'origine hongroise.
Il a participé, pendant la Seconde Guerre mondiale, à un réseau de résistance au sein de l'atelier de Károly Koffán. 

## Biographie
Né à Kisbér en 1924, André Mészáros rejoint Budapest en 1936 pour finir ses études secondaires. En 1942, il intègre l'atelier de Károly Koffán (de) qui se présente comme un cours préparatoire pour l'entrée à l'École des beaux-arts de Budapest. L'atelier a la particularité de proposer un enseignement ouvert sur la création contemporaine dont l'équipe pédagogique est composé de maîtres de l'époque comme József Egry, Kerényi Jenő, Jenő Medveczky, Csaba Vilmos Perlrott, Szabó Vladimír et Béni Ferenczy.
Le 19 mars 1944, l'Allemagne nazie envahit la Hongrie et commence à organiser la persécution des Juifs et opposants au régime. En mai 1944, puis sous le régime de Ferenc Szálasi, la déportation commence. L'atelier devient un refuge, ainsi qu'un lieu de production de faux papiers pour les Juifs du ghetto. André et ses camarades de l'atelier (Ferenc and Lazlo Ridovics, Sándor Kovács et József Kerékgyárto), prennent tous les risques pour aider les réfugiés.
Après la guerre et jusqu'en 1949, il entre à l'université hongroise des beaux-arts dans l'atelier de Szőnyi István et Aurél Bernáth (en). Il obtient le premier prix de dessin au Salon d'Automne de Budapest en 1946.
En 1949, il fuit la Hongrie et le régime de Mátyás Rákosi, pour Vienne, puis Paris, où il s'installe. De 1951 à 1953 il étudie à l'École des beaux-arts de Paris dans l'atelier de Jean Souverbie et est également assistant dans les ateliers de gravure. À partir de 1954, en parallèle à sa pratique artistique, il exerce en tant qu'architecte jusqu'en 1992.
Il meurt le 14 novembre 2005 et est honoré de manière posthume Justes parmi les nations par le Yad Vashem en 2006.